# Cedro de Huancapi
El Cedro de Huancapi, también llamado el bastón de San Luis IX, Rey de Francia quien habría fundado el pueblo de Huancapi, es un árbol centenario de la especie Cedrela angustifolia ubicado en la plaza principal de la capital del distrito de Huancapi, provincia de Víctor Fajardo, departamento de Ayacucho, en Perú.
Es considerado como árbol patrimonial desde el año 2020.

## Descripción
Tiene una altura de 30 metros, un diámetro a la altura del pecho de 3.5 metros, un diámetro de copa de 11 metros y una edad estimada de 400 años.
Este árbol es considerado un elemento sagrado y esta íntimamente ligado a la fe religiosa del pueblo de Huancapi. En el año 1995, la población del distrito de Huancapi salió en defensa del cedro evitando que las autoridades locales talaran el árbol para la remodelación de la plaza principal. Por dicha protección popular, Huancapi fue denominada “Ciudad Ecológica del Mundo”, durante la reunión Internacional de Preservación de la Ecología, realizada en Suecia, en 1995.

## Leyenda
De acuerdo a la Ficha técnica definitiva del reconocimiento como árbol patrimonial, se menciona la leyenda siguiente sobre el árbol:

Se dice que cuando hubo guerra en Francia, el rey Luis IX de Francia peleando contra los moros, escapó hacia América, partiendo del puerto de Constantinopla. Se dice que durante el camino el rey de Francia escucho que en América había un lugar donde existía mucho oro pero que nadie sabía donde era, entonces se animó en ir en su búsqueda. Llegó al norte y de ahí fue adentrándose más al sur y a los Andes. En su recorrido se encontró con otras dos personas europeas, uno era Santo Domingo, el otro era San Juan. Así estuvieron caminando junto con el rey Luis IX de Francia, el rey ya era viejo y se cansaba muy rápido, entonces en sus caminares el rey decide quedarse en el lugar donde habían unos cuantos pobladores nativos a los alrededores, para esto el rey ya era pobre y más viejo, entonces empezó a mendigar caminando por los alrededores de los poblados aledaños, este rey se hizo querer por todos los nativos de ese lugar. El rey vivía en un lugar cercano a ese lugar donde puso su bastón que hizo que el agua del lago se secara y luego comenzó a crecer un árbol de cedro, y desde ahí se le comenzó a llamar San Luis por el milagro que hizo y ese lugar donde se secó el lago se construyó el pueblo de Huancapi.

## Galería

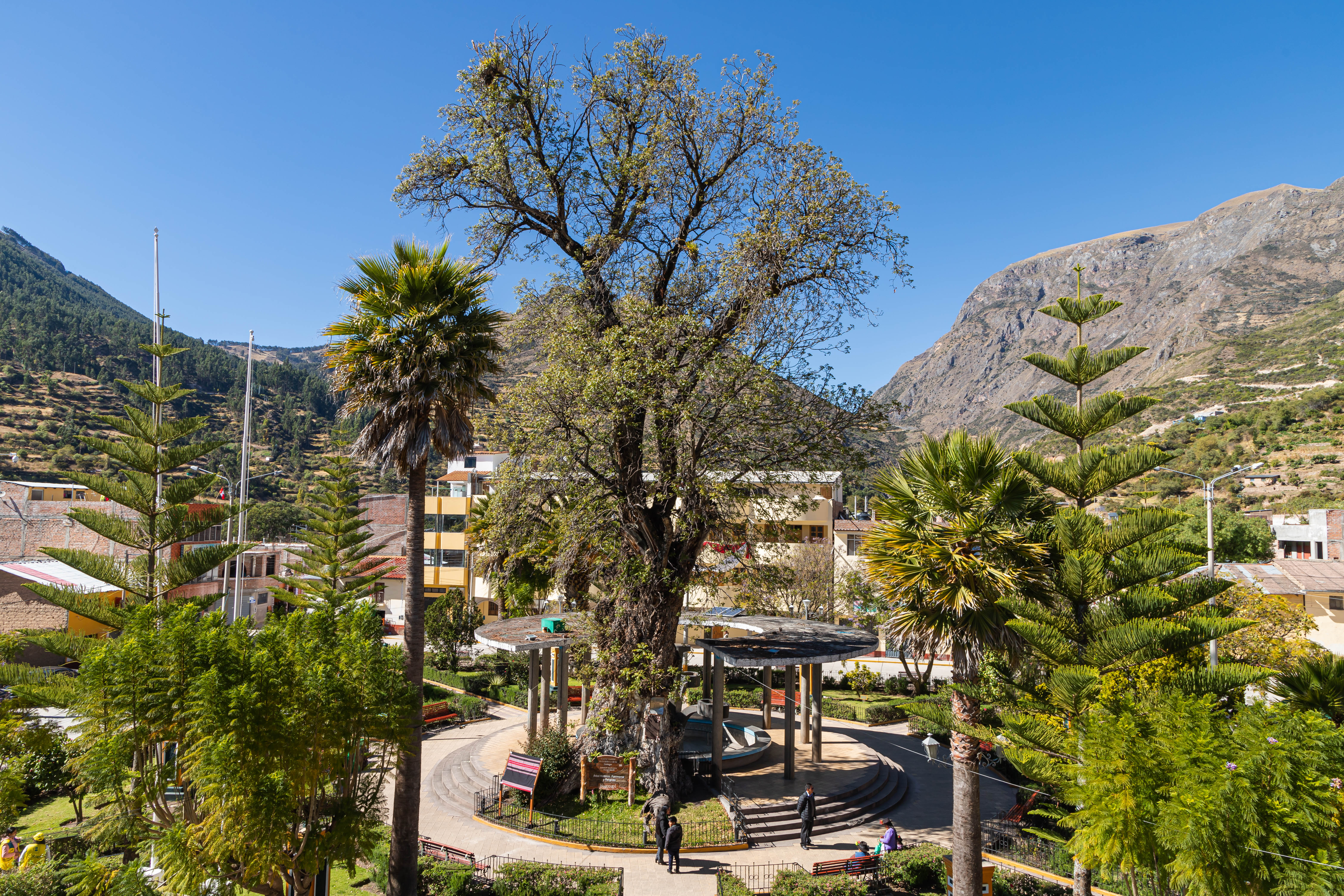
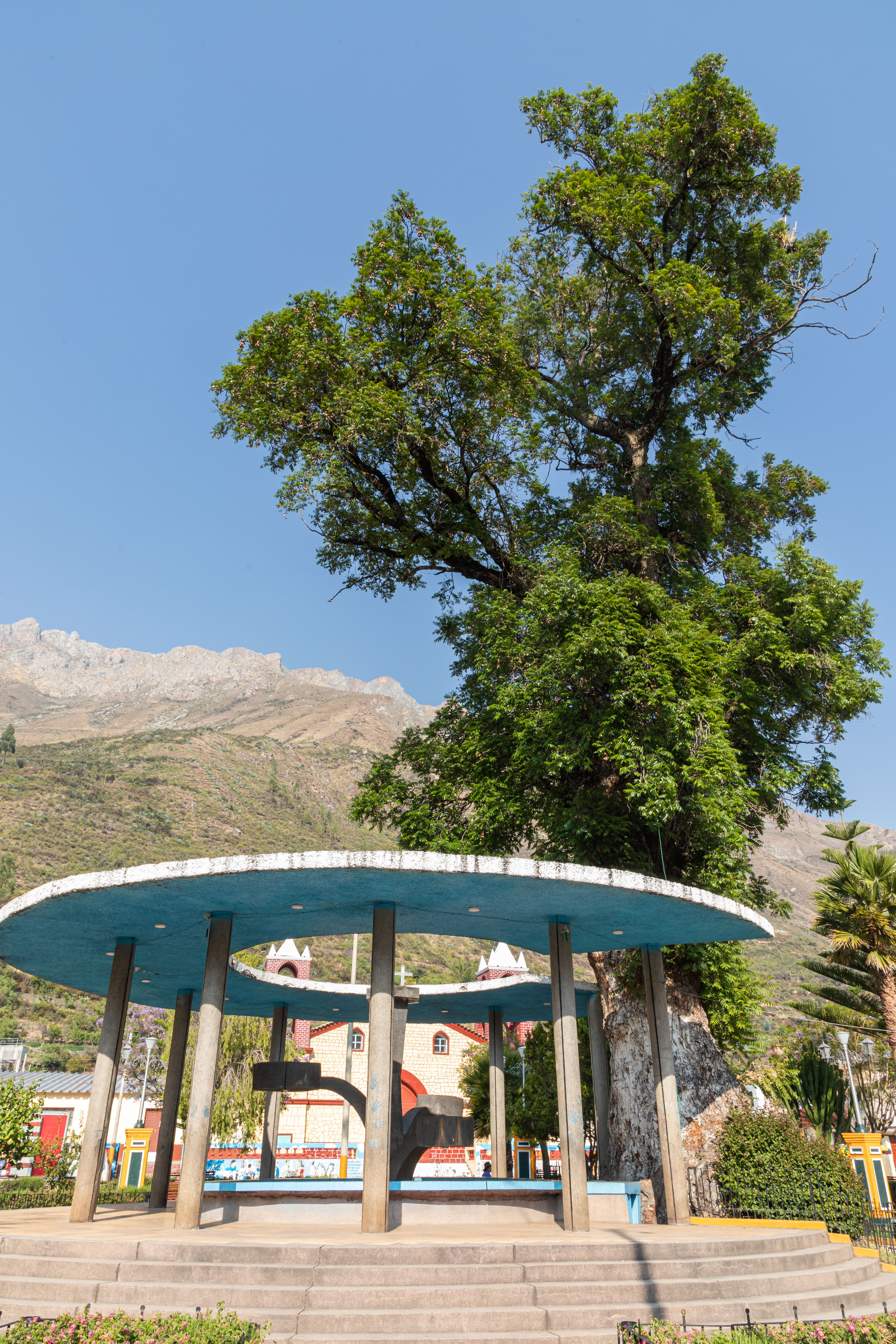
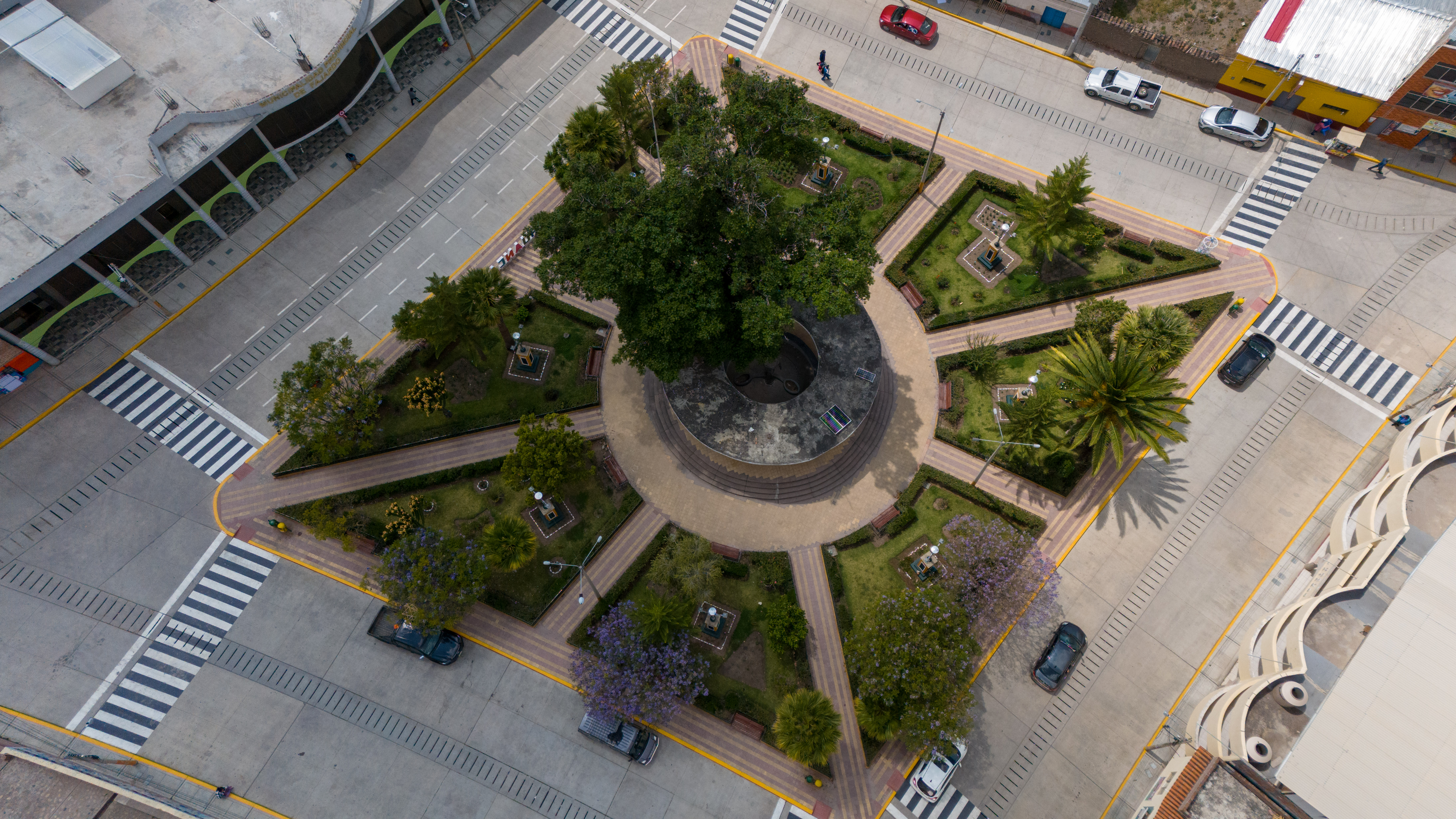
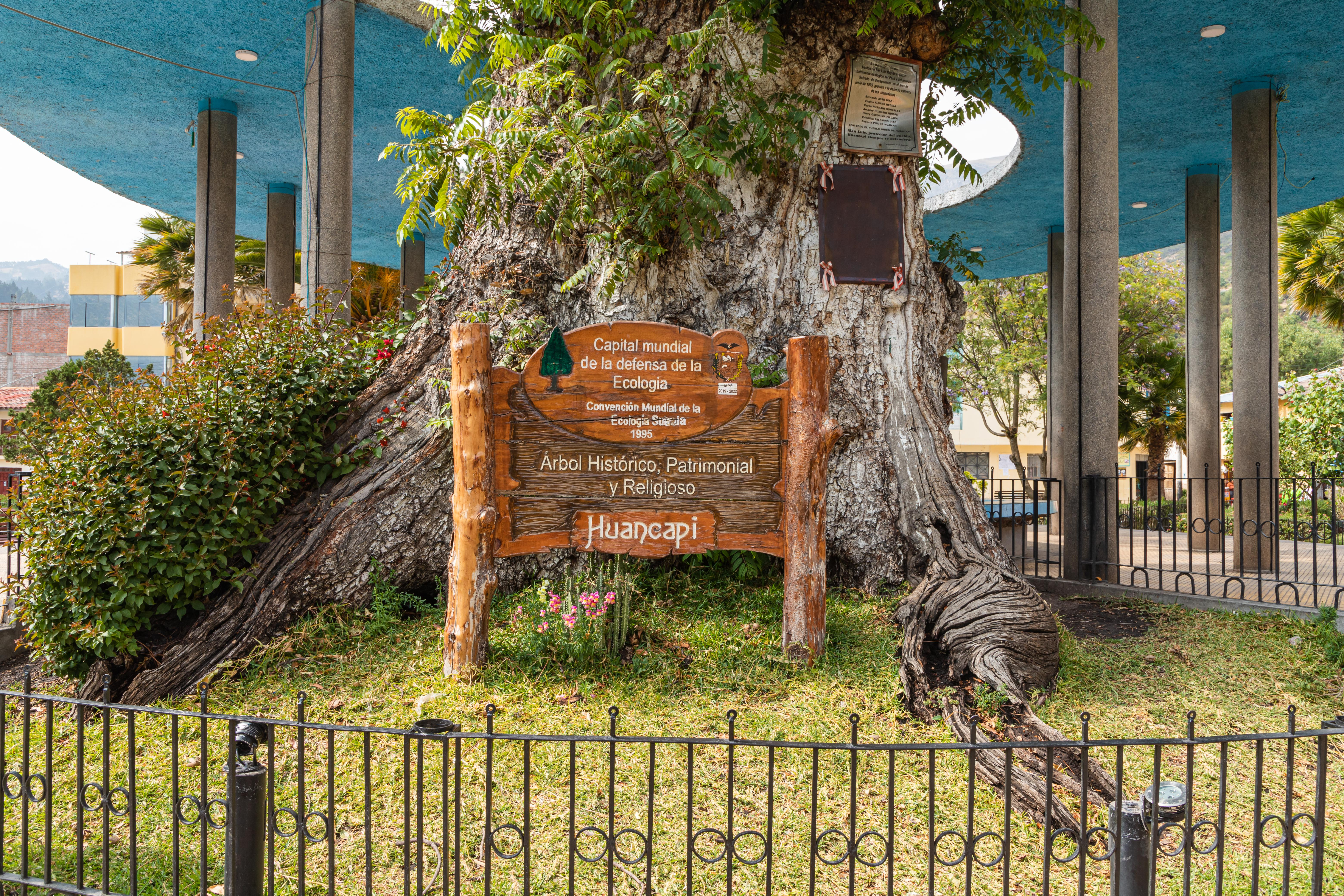
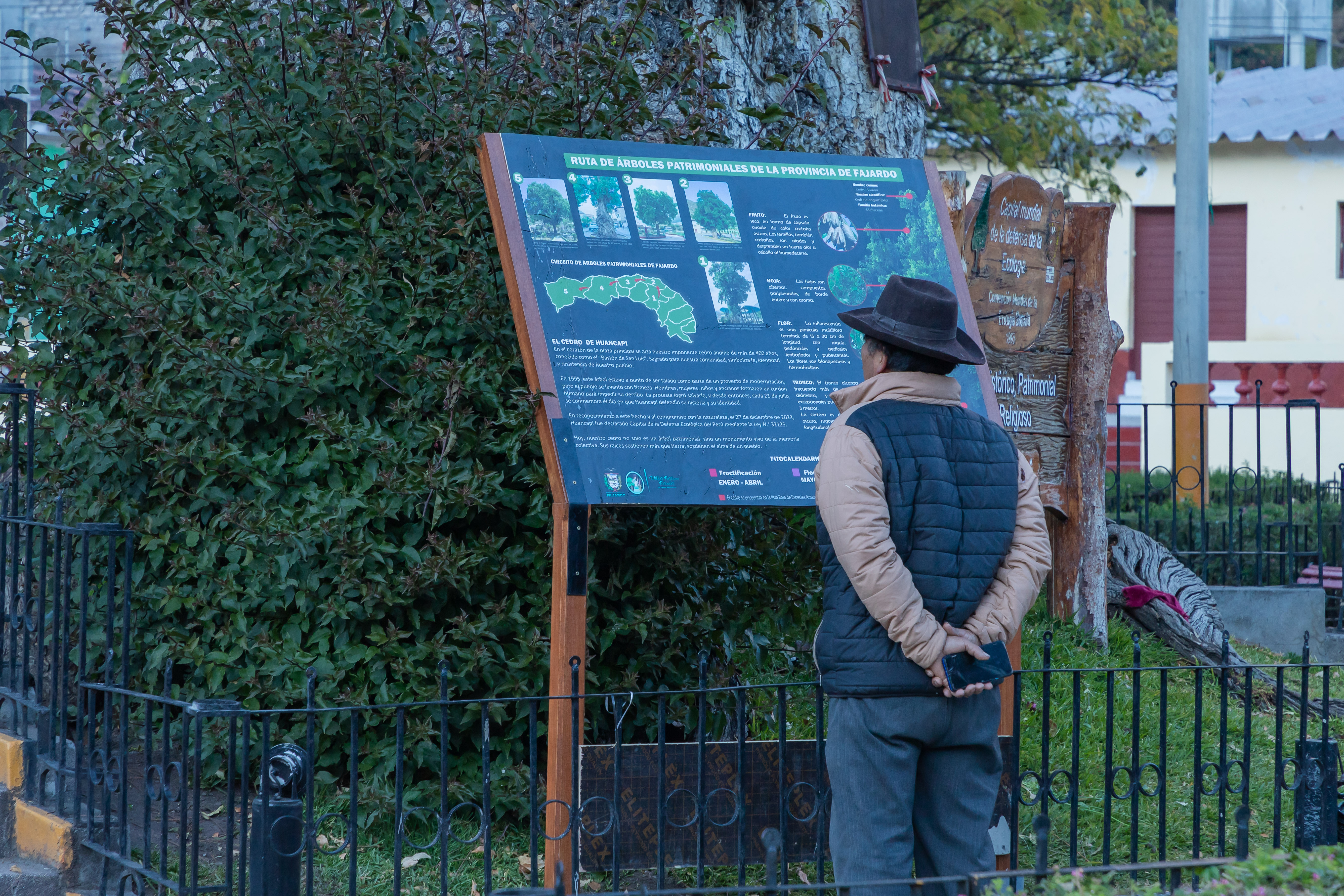